# Buenos
Denne artikel handler om styresystemet Buenos. For byen, læs Buenos Aires.
Buenos er et SMP-baseret styresystem til undervisningsbrug. Det er udviklet i C til den virtuelle maskine YAMS, som er en MIPS32-arkitektur. Buenos står for Buenos is a University Educational Nutshell Operating System og er derfor et rekursivt akronym.
Formålet med Buenos er at have en basis for at udvikle styresystemer i projekter og kursusforløb. Den mangler derfor komponenter som man kunne forvente at moderne styresystemer har. Den er opdelt i lag som håndterer virtuelle filsystemer, hardwaredrivere, kernetråde og systemkald, virtuel hukommelse. Den understøtter desuden scheduling, køer og spinlocks. Buenos understøtter i nogen grad applikationer ved hjælp af et lille standardbibliotek baseret på libc, der blandt andet understøtter funktionen printf.
Buenos understøtter derimod ikke flere brugere, processer, dynamisk hukommelsesallokering, mapper i filsystemet TinyFS.
Buenos er veldokumenteret i form af kommentarer i kildekode og en omfattende oversigt kaldet Buenos Roadmap som beskriver styresystemets indretning, samt hvor og hvordan det anbefales at man forbedrer det.